# Regain Records
Regain Records er et svensk pladeselskab, der hovedsageligt publicerer døds- og black metal-albummer. Regain Records blev grundlagt ud af det tidligere pladeselskab Wrong Again Records af Per Gyllenbäck i 1997. Wrong Again Records havde bands som In Flames, Arch Enemy, og Naglfar blandt dets musikere.
Regain Records' første to udgivelser var Derangeds High on Blood og Embraceds Amorous Anathema som fandt sted sent i 1997. I de første to år havde pladeselskabet en meget langsom fremgang grundet af mangel på korrekt distribution, men efter genudgivelsen af In Flames' første to udgivelser Lunar Strain og Subterranean, som før i tiden blev udgivet gennem Wrong Again Records, begyndte pladeselskabet at få fremgang.
Regain Records er blevet et udbredt pladeselskab i Europa, og har kontrakt med bands som Dark Funeral, Danzig, Marduk, Behemoth, Dismember, Gorgoroth, Enthroned og Overkill.